# Bachir Sebaâ
Bachir Sebaâ est un footballeur algérien né le 10 avril 1949 à Boufatis dans la wilaya d'Oran. Il évoluait au poste de gardien de but.

## Biographie
Bachir Sebaâ est convoqué par le sélectionneur algérien Rachid Mekhloufi afin de participer aux Jeux panafricains de 1978 à Alger, mais celui-ci décline l'invitation.

## Palmarès
- Vice-champion d'Algérie en 1985 avec le MC Oran.
- Vainqueur de la Coupe d'Algérie en 1984 et 1985 avec le MC Oran.